# Кайо (округ)
Кайо (англ. Cayo District) - найбільший за площею округ Белізу. Адміністративний центр - місто Сан-Ігнасіо-Кайо.

## Географія
Знаходиться в західній частині країни, уздовж кордону з Гватемалою. Площа - 5196 км². Столиця Белізу Бельмопан географічно розташована на території району. Головні річки, що протікають через Кайо: Макаль та Мопан.

## Історія
Також, на території округу розташовані кілька руїн часів мая, в тому числі Шунантуніч, Кахаль-Печ і Караколь.

## Населення
Населення за даними на 2010 рік становило 72 899 людини, приблизно половина з них - міське. За даними на 2000 рік населення налічувало 53 715 чоловік.

## Економіка
Основу економіки становить сільське господарство: головним чином цитрусові та банани. Поблизу містечка Спаніш-Лукаут була знайдена нафта, ведуться розробки родовища.